# 塞纳河畔伊夫里圣伯多禄圣保禄堂
圣伯多禄圣保禄堂（Église Saint-Pierre-Saint-Paul）是一座罗马天主教堂区教堂，位于法国法兰西岛大区马恩河谷省市镇塞纳河畔伊夫里（紧邻巴黎十三区）的rue Gaston-Cornavin与Avenue Maurice-Thorez转角，已列为法国历史遗迹。.

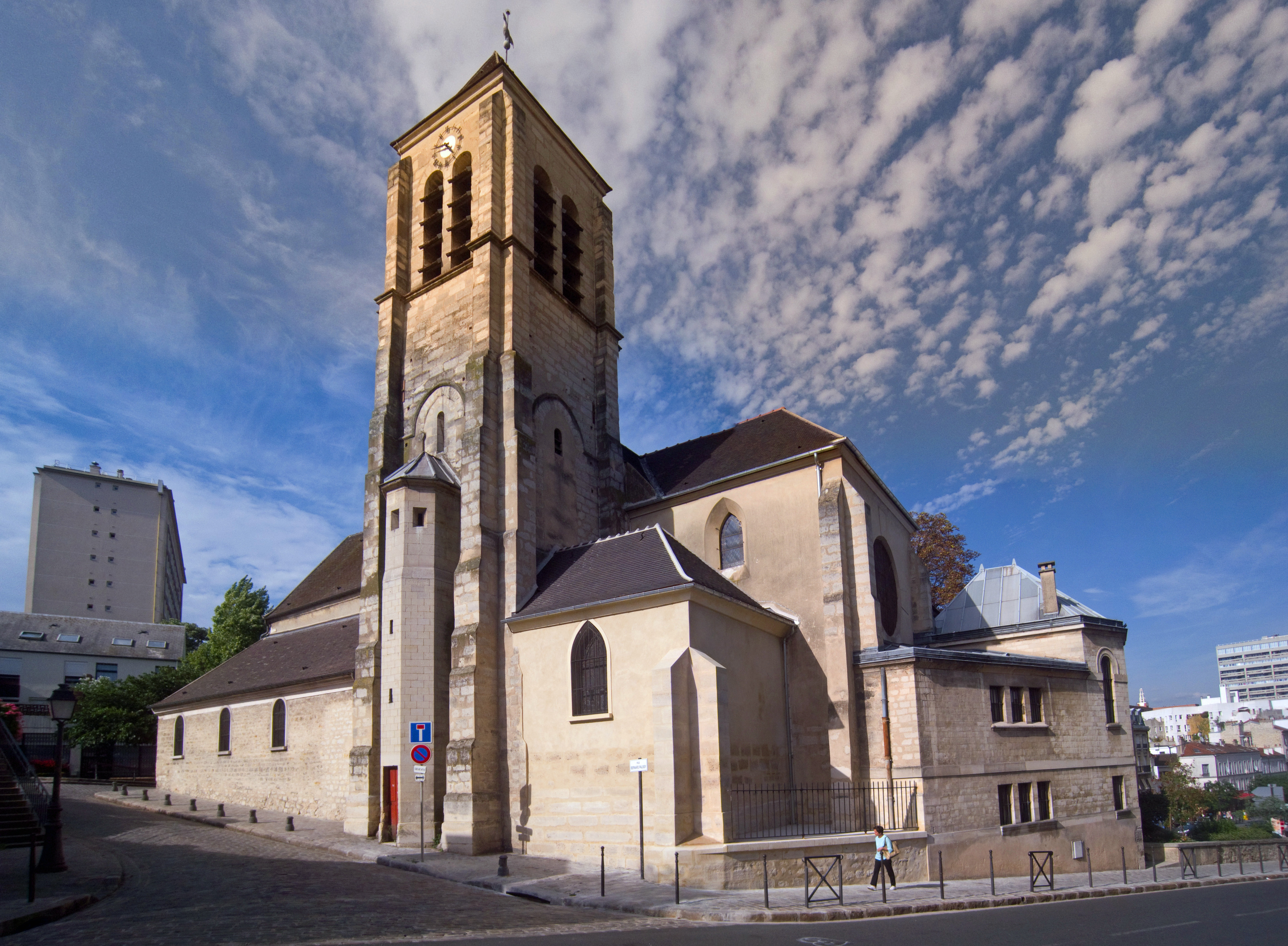
南侧
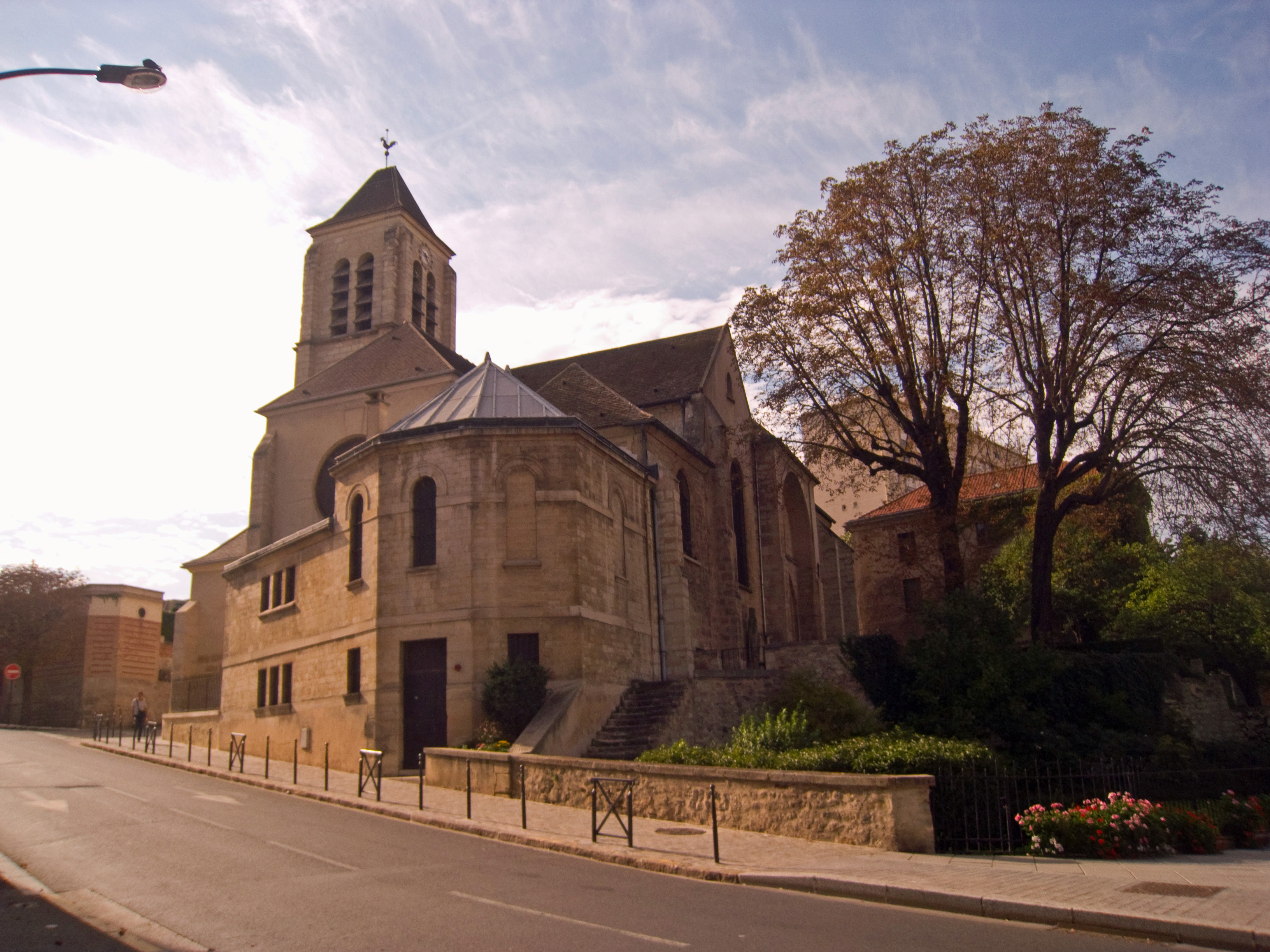
东侧
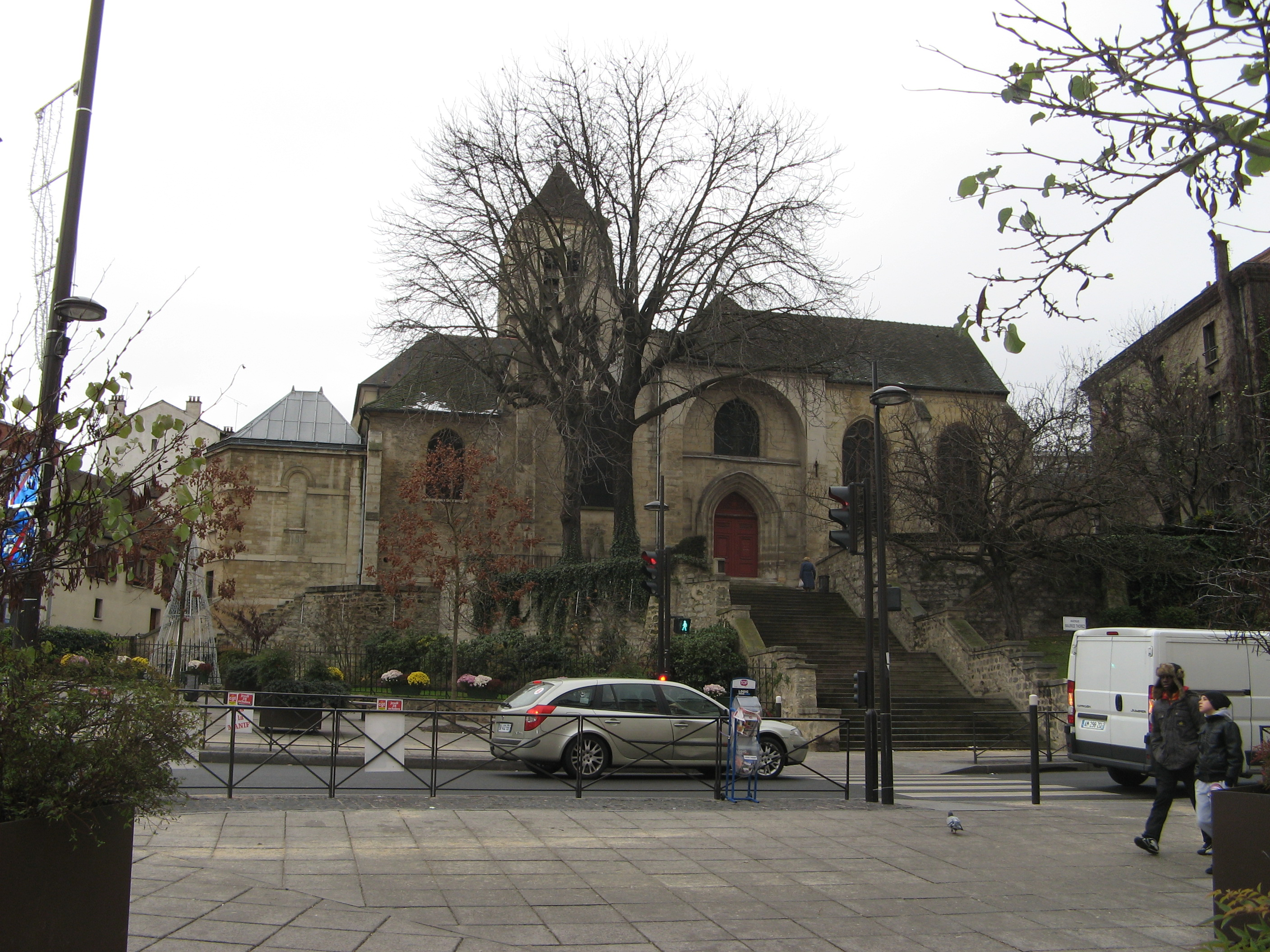
北侧
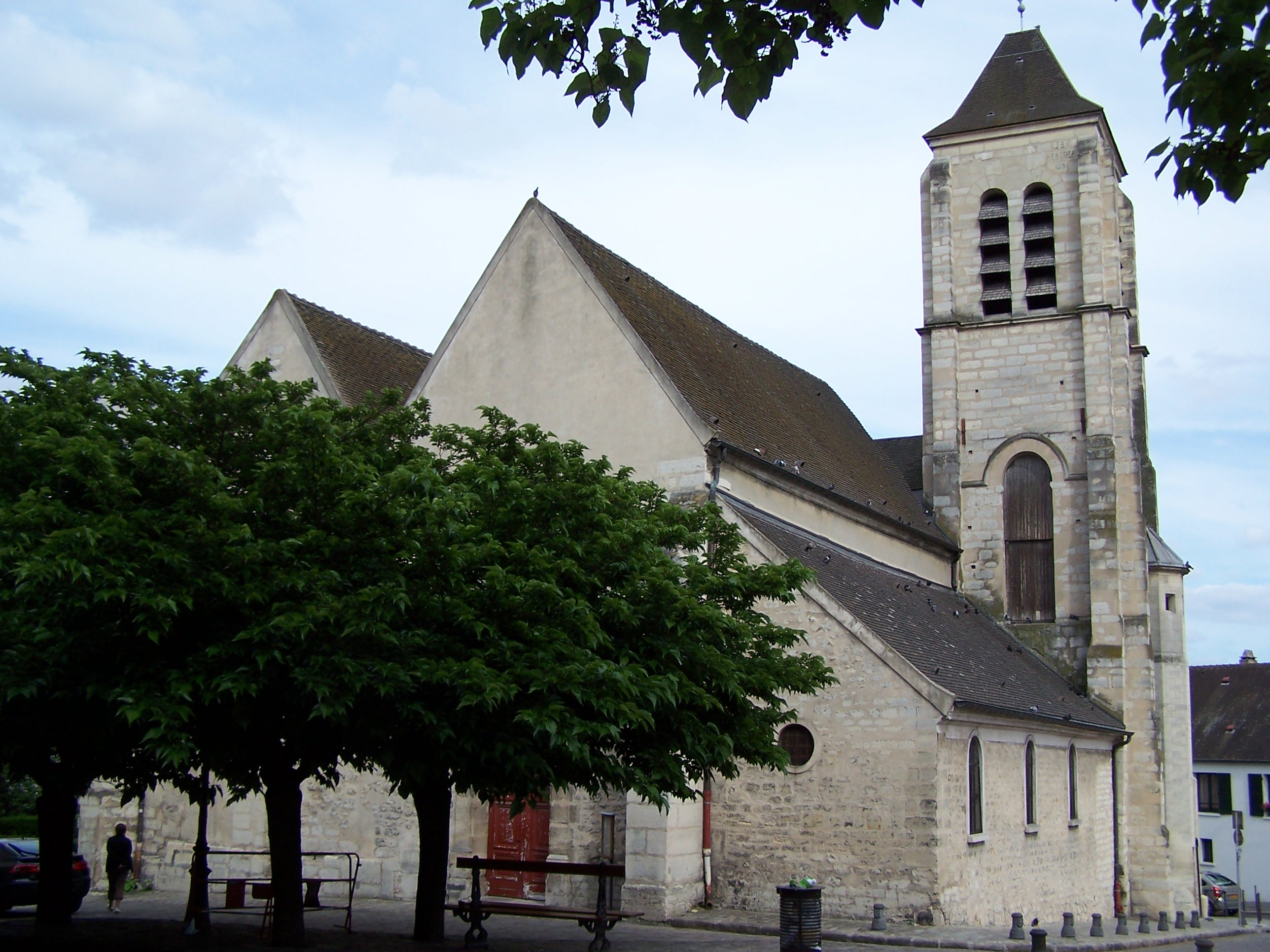
西侧
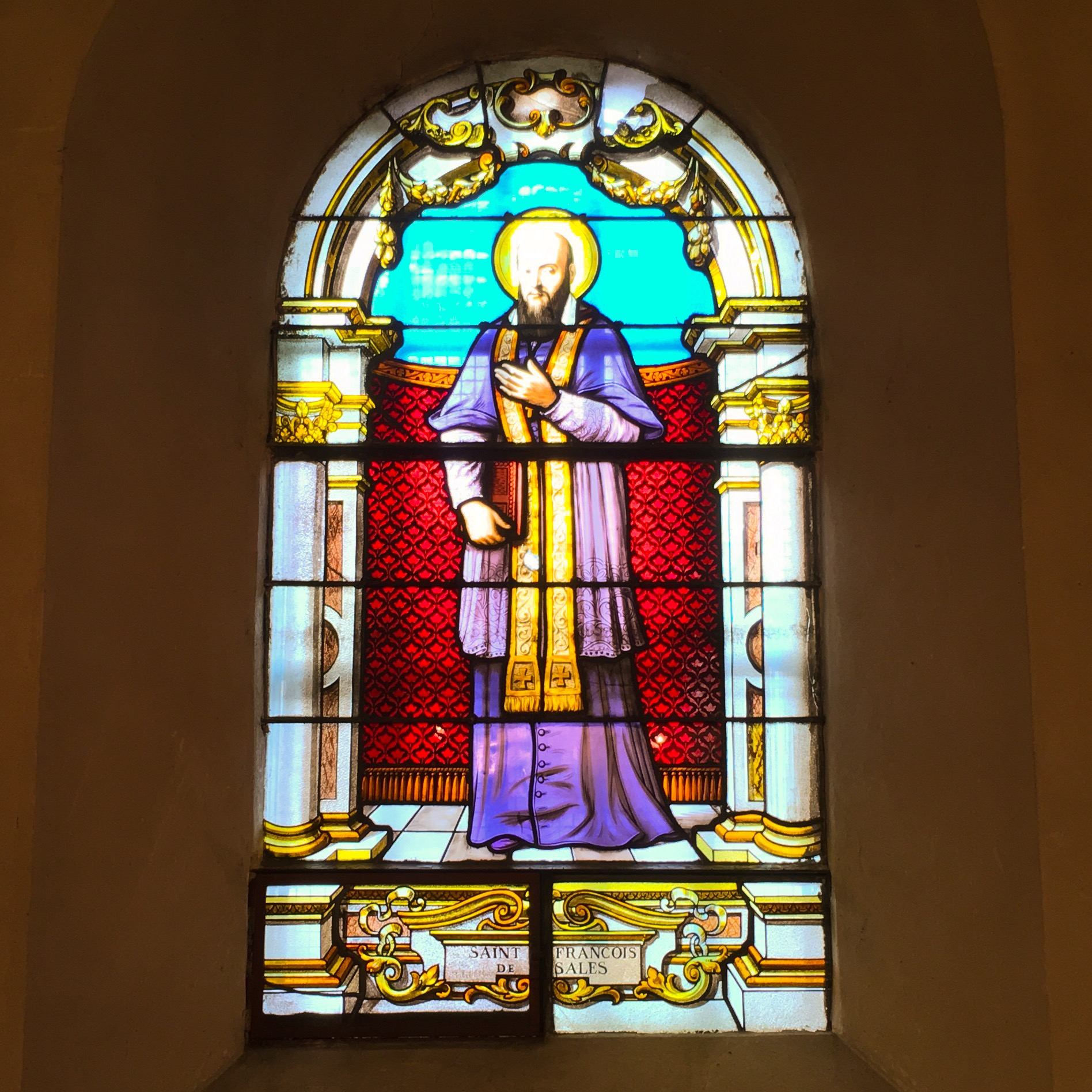
聖方濟各·沙雷氏
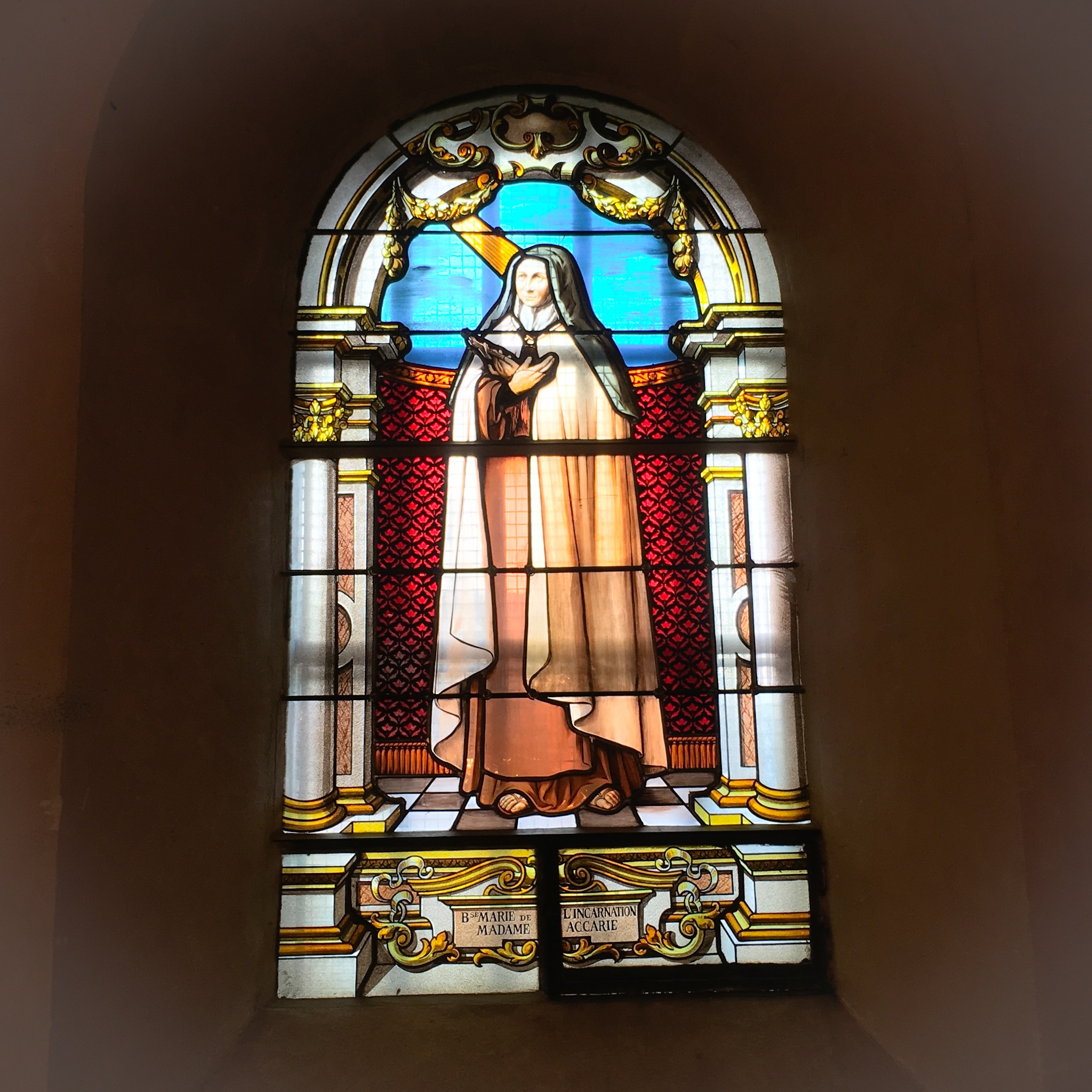
瑪麗閨雅
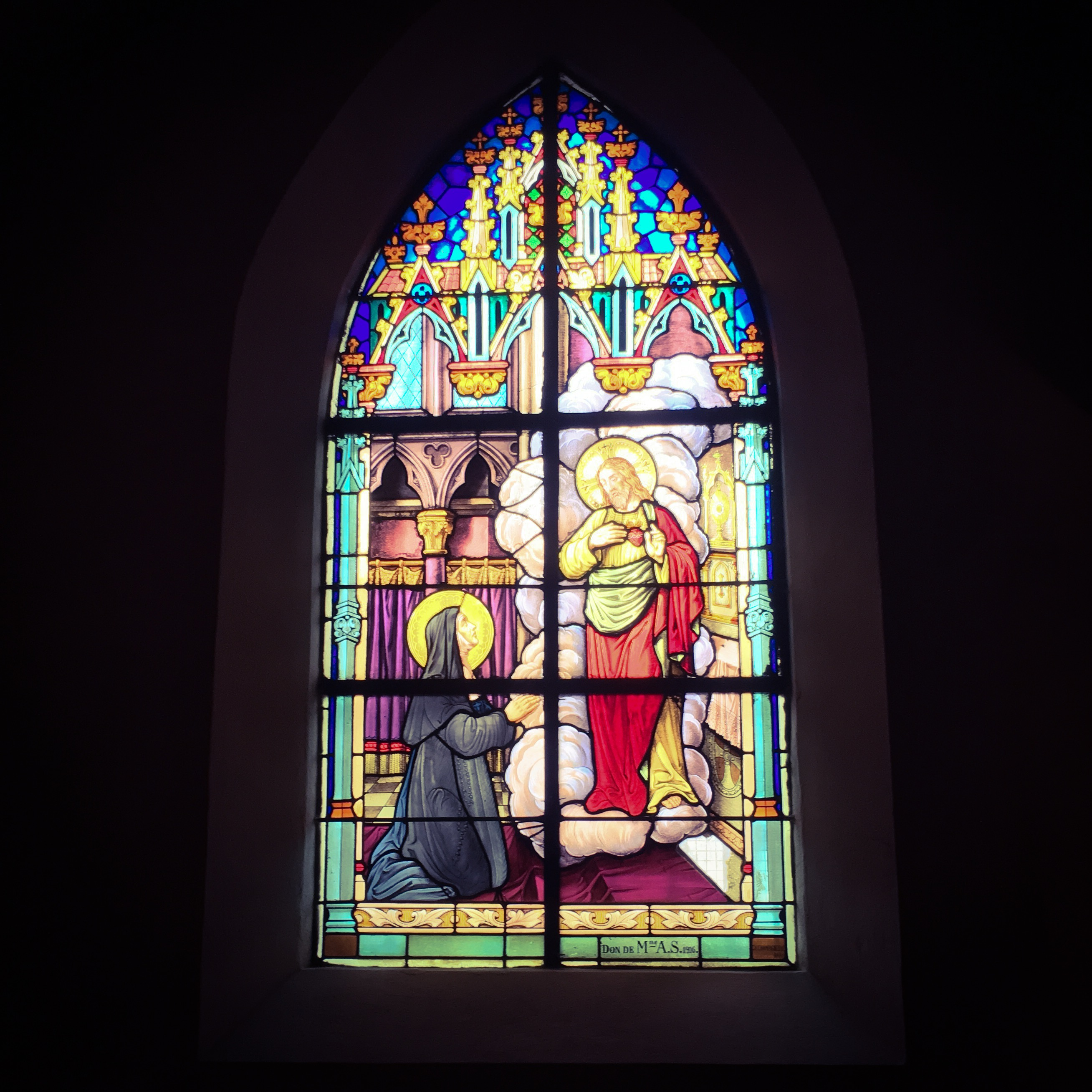
耶稣圣心与瑪加利大·瑪利亞·亞拉高
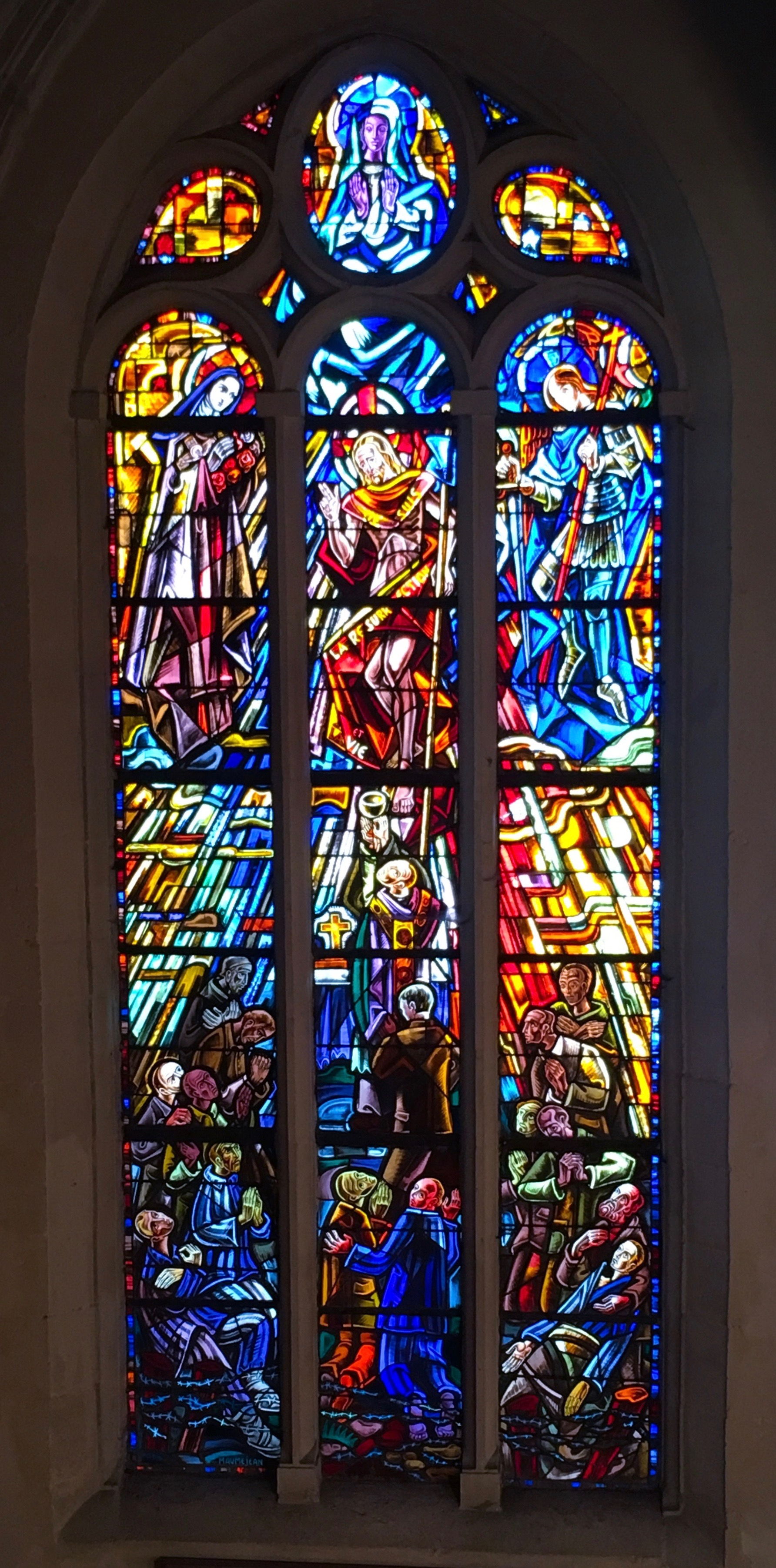
圣额我略
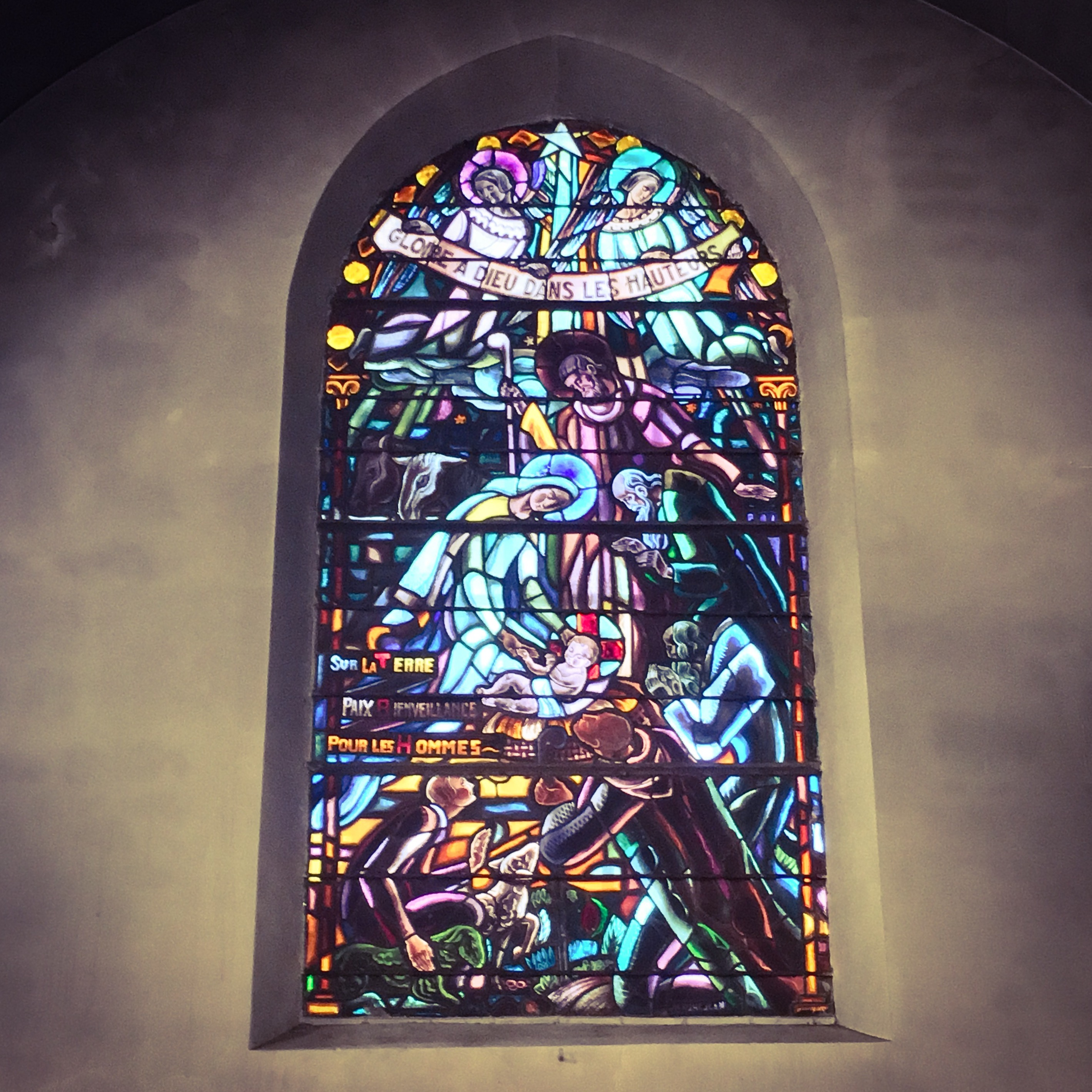
三王来朝
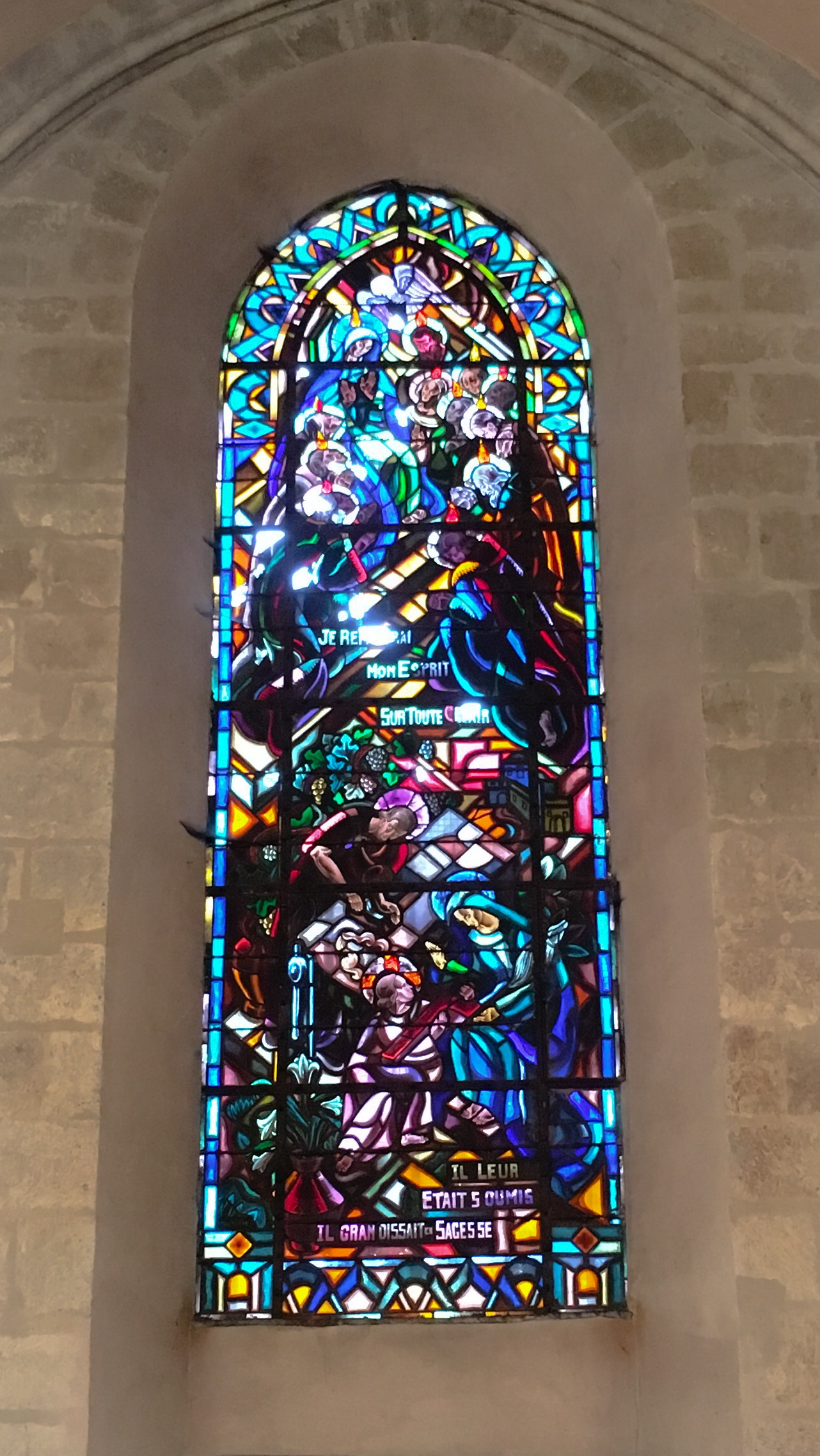
五旬节和耶稣童年
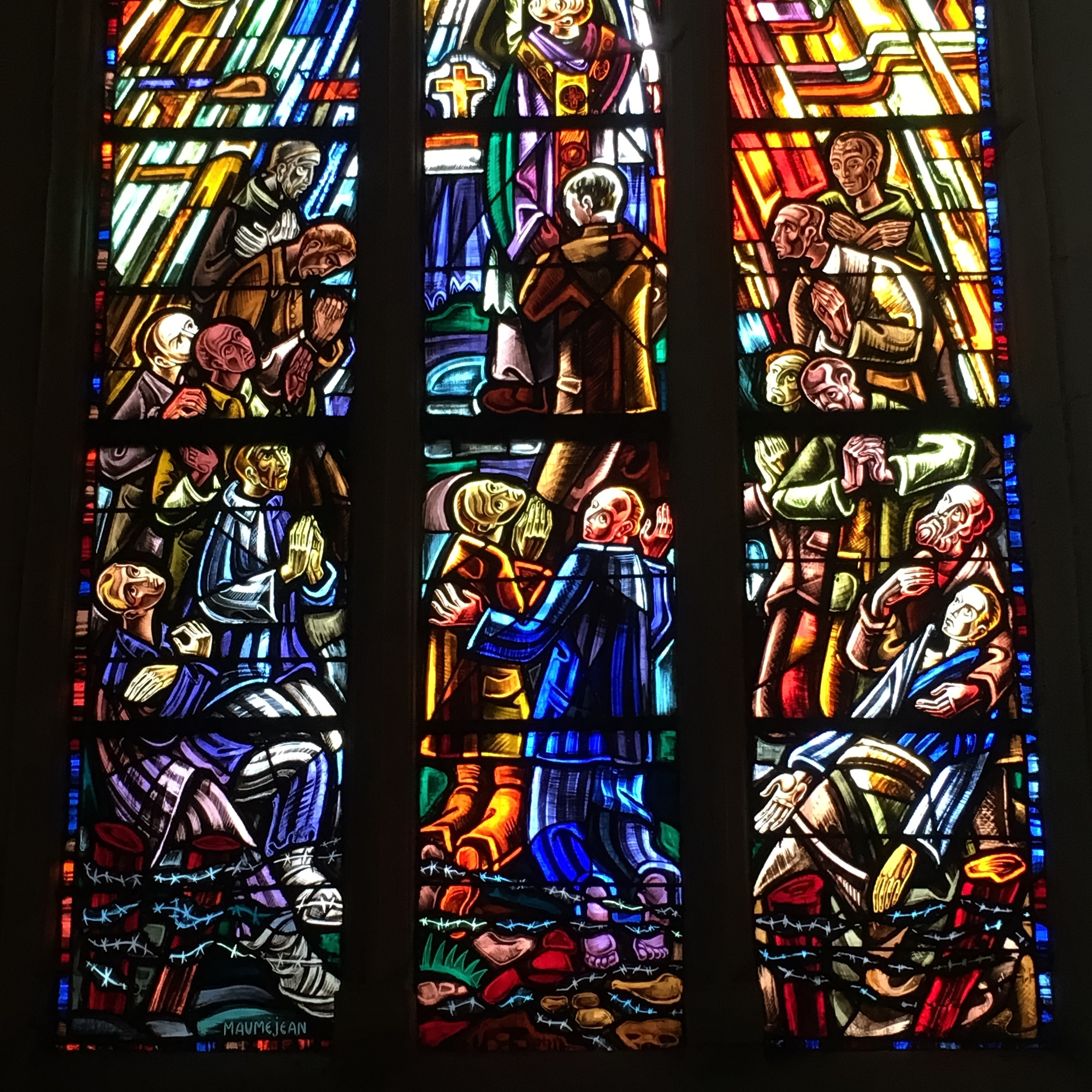
细节：第二次世界大战被驱逐出境者